# Divizia Națională (2002/2003)
Sezon 2002/2003 był 12. edycją rozgrywek o mistrzostwo Mołdawii. Tytuł mistrza kraju obronił zespół Sheriff Tyraspol. Tytuł króla strzelców przypadł Sergejowi Dadu, który w barwach FC Tiraspolu i Sheriffa Tyraspol strzelił 19 goli.

## Zespoły
| Uczestnicy poprzedniej edycji                                                                                 | Uczestnicy poprzedniej edycji | Uczestnicy poprzedniej edycji | Uczestnicy poprzedniej edycji |
| --- | ----------------------------- | ----------------------------- | ----------------------------- |
| SHE | Sheriff Tyraspol              | 1                             |                               |
| NOT | Nistru Otaci                  | 2                             |                               |
| ZKI | Zimbru Kiszyniów              | 3                             |                               |
| TIR | FC Tiraspol                   | 4                             |                               |
| HIN | FC Hîncești                   | 5                             |                               |
| AGR | Agro Kiszyniów                | 6                             |                               |
| Spadek z Divizia Națională                                                                                    |                               |                               |                               |
| TIL | Tiligul Tyraspol              | 7                             |                               |
| HEC | Happy End Camenca             | 8                             |                               |
| Awans z Divizia A                                                                                             |                               |                               |                               |
| DAK | Dacia Kiszyniów               |                               |                               |
| POL | Politehnica Kiszyniów         |                               |                               |
| Oznaczenia: - kolumna pierwsza – skróty nazw drużyn, - kolumna trzecia – miejsce zajęte w poprzednim sezonie. |                               |                               |                               |

## Tabela końcowa
|   | Klub                  | M  | Z  | R | P  | Br+ | Br- | Pkt |
| 1 | Sheriff Tyraspol      | 24 | 19 | 3 | 2  | 64  | 15  | 60  |
| 2 | Zimbru Kiszyniów      | 24 | 15 | 5 | 4  | 47  | 20  | 50  |
| 3 | Nistru Otaci          | 24 | 13 | 3 | 8  | 33  | 24  | 42  |
| 4 | Dacia Kiszyniów       | 24 | 8  | 8 | 8  | 24  | 28  | 32  |
| 5 | FC Tiraspol           | 24 | 7  | 5 | 12 | 27  | 38  | 26  |
| 6 | Agro Kiszyniów        | 24 | 4  | 8 | 12 | 13  | 33  | 22  |
| 7 | Politehnica Kiszyniów | 24 | 1  | 2 | 21 | 8   | 58  | 5   |
| 8 | FC Hîncești           | 0  | 0  | 0 | 0  | 0   | 0   |     |

|  | Mistrz             |
|  | Baraż o utrzymanie |
|  | Spadek             |

## Baraż o utrzymanie/awans
16 czerwca 2003:
Unisport-Auto Kiszyniów 2-0 Politehnica Kiszyniów
Unisport-Auto Kiszyniów awansowało do 1. ligi, natomiast Politehnica Kiszyniów z niej spadła.

## Najlepsi Strzelcy
|   | Piłkarz          | Klub                            | Gole |
| - | ---------------- | ------------------------------- | ---- |
| 1 | Sergej Dadu      | FC Tiraspol / Sheriff Kiszyniów | 19   |
| 2 | Sergej Sziszelow | Zimbru Kiszyniów                | 13   |
| - | Cristian Tudor   | Sheriff Kiszyniów               | 13   |
| 4 | Andrej Nesteruc  | Sheriff Kiszyniów               | 12   |